# تاكاهيرو ساتو
تاكاهيرو ساتو (باليابانية: 佐藤タカヒロ؛ بالكانا: さとう タカヒロ) هو مانغاكا ياباني، ولد في 1976 في ساكاتا في اليابان، وتوفي في 3 يوليو 2018.